# Шаравская, Олеся Васильевна
Олеся Васильевна Шаравская (род. 1 октября 1984 года, Иваново) — российская волейболистка, доигровщица, тренер.

## Биография
Родилась 1 октября 1984 года в Иваново. Начала заниматься волейболом в 10 лет в ивановской детско-юношеской школе под руководством заслуженного тренера СССР и России Виталия Павловича Плотникова.
В 16 лет Олеся переехала в Белгород, где начала играть в команде «Университет-Технолог» под руководством Раисы Поповой. Выступала за клуб до 2007 года, а также в сезоне 2008/2009.
В 2003 году входила в состав сборной России по пляжному волейболу.
В 2006 году окончила Белгородский государственный университет.
Позже выступала за команды «Надежда», «Самородок», «Автодор-Метар», «Уфимочка-УГНТУ», «Приморочка», «Воронеж», «Каршияка». С 2016 по 2018 год выступала за «Сахалин».
После завершения спортивной карьеры работает тренером.

## Достижения

### С клубами
- Серебряный призёр чемпионата России по пляжному волейболу 2006 года.
- Обладатель Кубка России по волейболу 2008 года.
- Обладатель Кубка Сибири и Дальнего Востока 2017 года.